# معماری سازمانی
معماری سازمانی (Enterprise Architecture) رویکردی جامع و یکپارچه در راستای برنامه ریزی استراتژیک سازمان و سیاست های کلان کسب و کار است که اجزاء، جنبه‌ها و عناصر مختلف سازمان (اعم از منابع سازمان، سیستمها و ...) را با نگاه مهندسی تجزیه و تحلیل می‌نماید و شامل مجموعه مستندات، مدل‌ها، استانداردها، فرآیندها و اقدامات اجرایی برای تحول از وضعیت موجود به وضعیت مطلوب با محوریت انسجام، هوشمند سازی و فناوری اطلاعات است که در قالب یک طرح مشخص اجرا شده و سپس به صورت مداوم توسعه یافته و به روز رسانی می‌شود.

## مقدمه

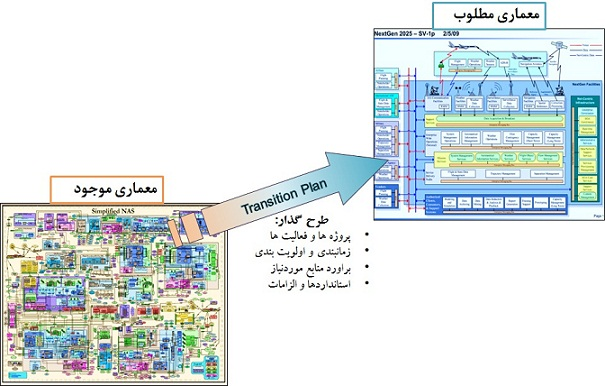
معماری وضع موجود، وضع مطلوب و طرح انتقال

معماری سازمانی از «معماری سیستم‌های اطلاعاتی، فرآیندی، سیستمی و مدیریتی» نشأت گرفته و چارچوبی برای تببین، هماهنگ‌سازی و همسوسازی کلیه فعالیت‌ها و عناصر سازمان در جهت نیل به اهداف راهبردی سازمان است و تمام جنبه‌های سازمان نظیر کاربران، موقعیت جغرافیایی سیستم‌ها، نحوه توزیع آنها، فرایندهای حرفه، انگیزه کارها، راهبردها، مأموریت‌های سازمان و نظایر آن‌ها را در نظر می‌گیرد. در واقع معماری سازمانی نوعی مهندسی مجدد را در کل سازمان، از منظر سیستم‌های اطلاعاتی و سیستمی در جهت بهبود فرایندهای کاری سازمان از طریق به‌کارگیری فناوری اطلاعات، ارتباطات و نرم افزار شکل می‌دهد. معماری سازمانی ناشی از گسترش بکارگیری زیرساخت های منسجم و یکپارچه بر بستر فناوری اطلاعات در سازمان‌ها و افزایش تعاملات درون و برون سازمانی، و همچنین شتاب روزافزون تغییرات در سازمان‌ها است.
معماری سازمانی مجموعه‌ای از شناخت دقیق کسب و کار، برنامه ریزی استراتژیک و عملیاتی به کمک فرآیندها، سیستم های نرم افزاری است که به منظور تعریف مأموریت‌های سازمان، اطلاعات لازم جهت انجام مأموریت‌ها، فناوری‌های مورد نیاز و فرایندهای انتقالی لازم جهت انجام آن‌ها استفاده می‌شوند و شامل معماری وضع موجود، معماری وضع مطلوب، و یک طرح انتقالی است. فرایند معماری نیز شامل سه فاز اصلی برنامه‌ریزی راهبردی سازمان، برنامه‌ریزی معماری سازمانی، و اجرا و کنترل معماری سازمانی است.

## تاریخچه

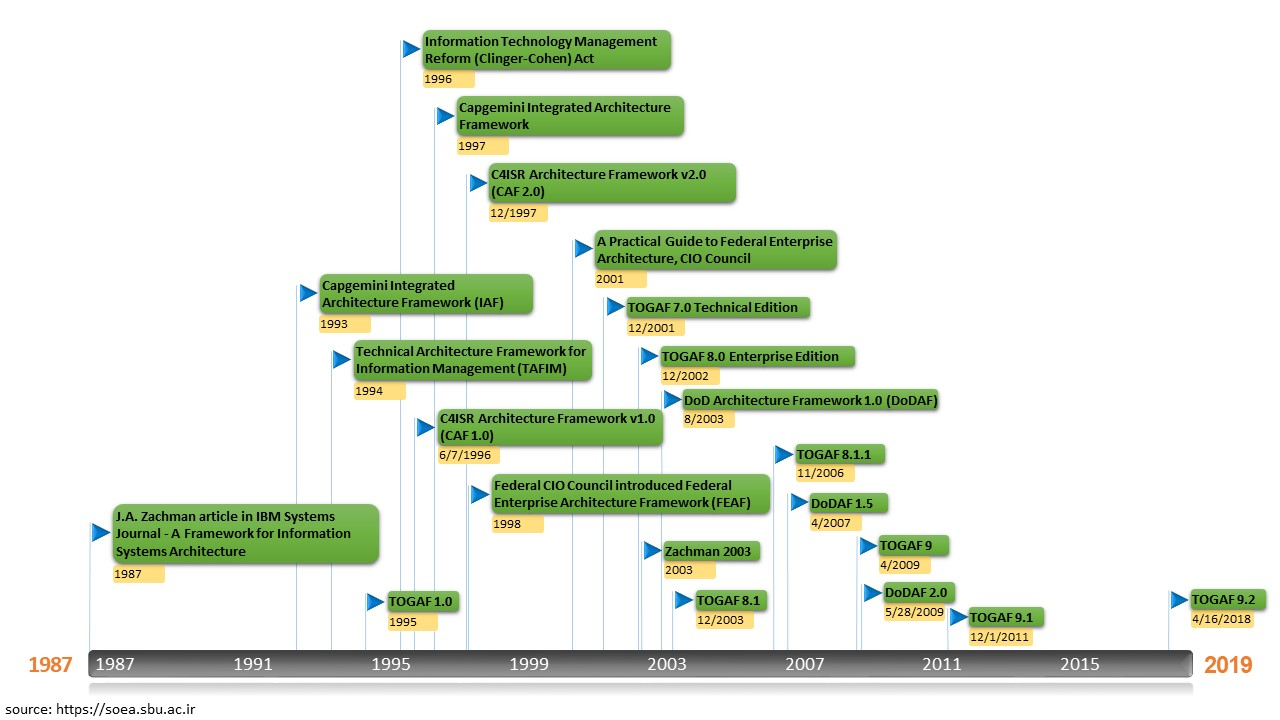
خط زمانی معماری سازمانی

زمینه معماری سازمانی در سال ۱۹۸۷ با انتشار مقاله‌ای با نام «چارچوبی برای معماری سیستم‌های اطلاعاتی» توسط جان زکمن ایجاد شد. این مقاله به چالش و چشم‌انداز معماری سیستم‌های اطلاعاتی اشاره می‌کند. زکمن در یکی از نخستین تلاش‌های خود تأثیر عمیقی در معماری سازمانی وزارت دفاع ایالات متحده گذارد.
در سال ۱۹۹۲ وزارت دفاع آمریکا پروژه‌ای تحقیقاتی TAFIM را با هدف تهیه یک طرح جامع برای انسجام و هماهنگی کلیه منابع اطلاعاتی در داخل مجموعه وزارت آغاز نمود. در سال ۱۹۹۴ این وزارت با انتشار بیانیه‌ای کلیه واحدهای تابعه خود را ملزم به اجرای نتایج TAFIM و انطباق سیستم‌های اطلاعاتی خود با آن نمود. این تجربه وزارت دفاع، مورد استقبال سایر وزارتخانه‌ها و موسسات دولتی آمریکا قرار گرفت. براساس تجربیات بدست آمده از پروژه TAFIM، در سال ۱۹۹۶ قانونی به نام «کلینگر- کوهن» در کنگره آمریکا به تصویب رسید که بر طبق این قانون همه وزارتخانه‌ها و سازمان‌های دولتی آمریکا ملزم به تنظیم معماری فناوری اطلاعات سازمانی خود شدند. همچنین مسئولیت تدوین، اصلاح و اجرای معماری فناوری اطلاعات در هر سازمان برطبق این قانون برعهده مدیر ارشد فناوری اطلاعات سازمان قرار گرفت. قانون کلینگر-کوهن مهم‌ترین سند قانونی در مورد الزام تنظیم معماری اطلاعاتی در سازمان‌های دولتی آمریکاست و پس از آن اغلب موسسات دولتی آمریکا از جمله وزارتخانه‌ها، سازمان‌ها، نیروی انتظامی و دانشگاه‌هایی که از بودجه دولتی استفاده می‌کنند، پروژه‌هایی را برای تنظیم و تدوین معماری فناوری اطلاعات خود آغاز نمودند. سپس شورای مدیران ارشد فناوری اطلاعات آمریکا سندی را منتشر ساخت که حاوی چارچوب معماری سازمانی دولت فدرال بود که سند معماری اطلاعات دولت فدرال محسوب می‌شود.

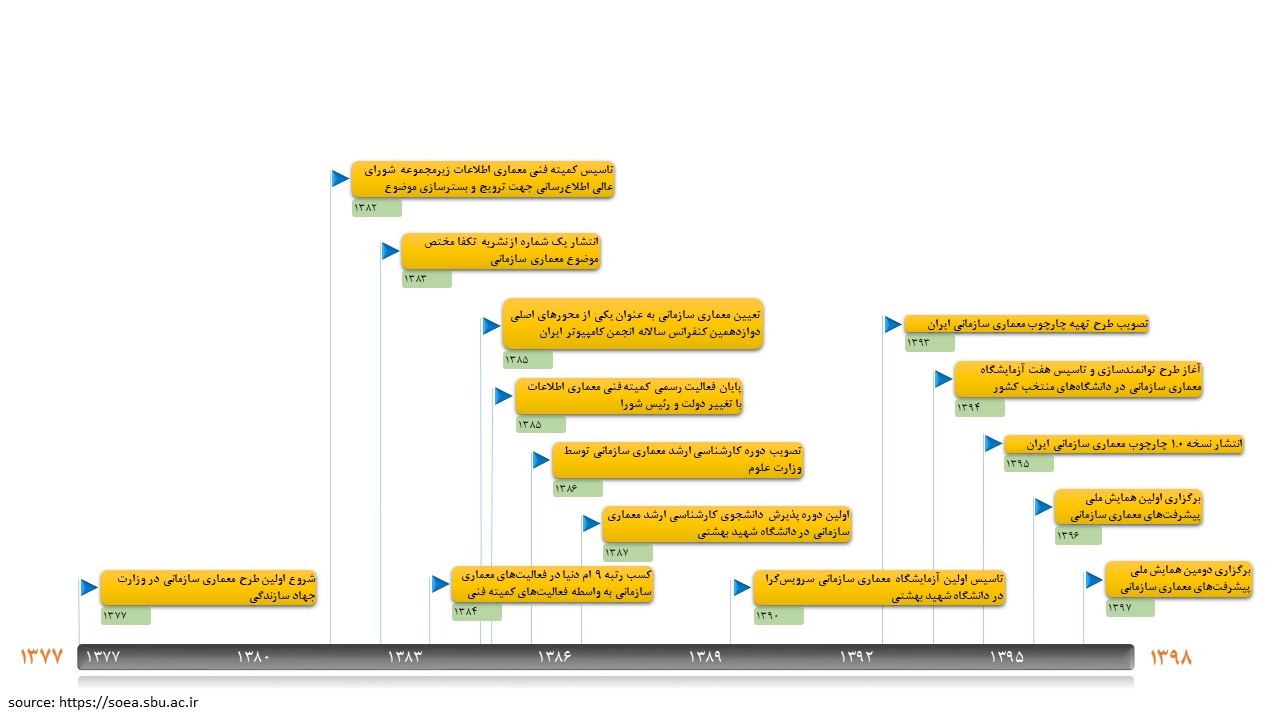
خط زمانی معماری سازمانی ایران

### تاریخچه معماری سازمانی در ایران
اولین اقدامات مرتبط با معماری سازمانی در سال ۱۳۷۷ در وزارت جهاد کشاورزی آغاز شد، شروع رسمی فعالیت‌های مرتبط با معماری سازمانی در مقیاس کشور در سال ۱۳۸۲ و با تأسیس کمیته فنی معماری اطلاعات ایران – تحت پوشش دبیرخانه شورای عالی اطلاع‌رسانی- رقم خورد و به دنبال آن کسب و ترویج دانش بومی معماری سازمانی در اولویت قرار گرفت. از اوایل دهه ۸۰ در کنار تحقیقات علمی و فنی، اجرای پروژه‌های کاربردی برای دستگاه‌های دولتی و شرکت‌های خصوصی آغاز شد و شرکت‌های مشاور در حوزه تدوین و اجرای طرح‌های معماری سازمانی فعال شدند که مشتریان متنوعی از وزراتخانه‌ها و سازمان‌های دولتی تا شرکت‌های خصوصی و تولیدی داشته‌اند. دستاورد نزدیک به دو دهه تجارب معماری سازمانی در ایران، اجرای نزدیک به ۱۰۰ پروژه بزرگ معماری سازمانی و طرح جامع فاوا بوده‌است. در سال ۸۶ با گسترش فعالیت‌های پژوهشی و کاربردی حوزه معماری سازمانی، دانشگاه شهید بهشتی موفق شد به عنوان اولین دانشگاه ملی مجوز پذیرش دانشجوی کارشناسی ارشد در رشته معماری سازمانی را کسب نموده و از سال ۸۷ تا اکنون در این مقطع هرساله دانشجویان کارشناسی ارشد مهندسی فناوری اطلاعات را با تمرکز بر معماری سازمانی پذیرش می‌کند. با گسترش فعالیت‌های پژوهشی و نیز اجرای پروژه‌های موفق متعدد، سرانجام در سال ۹۰ با حمایت سازمان فناوری اطلاعات ایران، اولین آزمایشگاه معماری سازمانی سرویس‌گرا با هدف ترویج، آموزش و استانداردسازی متدهای معماری سازمانی سرویس‌گرا در دانشگاه شهید بهشتی تأسیس شد. سرانجام در سال ۱۳۹۴ و با تصویب طرح تدوین چارچوب و برنامه ملی معماری سازمانی ایران، مجموعه فعالیت‌های علمی، فنی و اجرایی معماری سازمانی در کشور منسجم تر از گذشته تحت هدایت کمیسیون توسعه دولت الکترونیکی قرار گرفت. در همین راستا نهایتاً نسخه اول چارچوب معماری سازمانی در سال ۹۵ منتشر شد. در سال ۱۳۹۶ اولین همایش ملی پیشرفت‌های معماری سازمانی در ایران به میزبانی دانشگاه شهید بهشتی در تهران برگزار شد.

## مزایای معماری سازمانی
مزایای معماری سازمانی برای سازمان‌های متفاوت بر اساس تحقیقات صورت گرفته در چند دسته متفاوت قابل تقسیم‌بندی است.
مزایای «معماری سازمانی» در مقیاس کشوری (دولت الکترونیک):
- نگاه جامع کشوری به راهکارها، استانداردها و فناوری‌ها
- هماهنگ سازی معماری سازمان‌ها با معماری دولت الکترونیک * تحقق تعامل پذیری بین سازمانی (e-GIF)
- کاهش هزینه‌ها و جلوگیری از دوباره کاری در صنعت فاوا
- تحقق ارائه خدمات یکپارچه از پنجره واحد به شهروندان
- زمینه‌سازی برای پایش متمرکز خدمات الکترونیک دستگاه‌ها و بهبود مستمر شاخص‌ها

مزایای معماری سازمانی (فناوری اطلاعات) برای دستگاه‌های دولتی و شرکت‌های خصوصی:
- همراستا سازی اهداف و فعالیت‌های فاوا دستگاه با مأموریت و اهداف سازمانی (کارامدی سازمان) یکپارچگی خدمات، سیستم‌ها و بانک‌های اطلاعات سازمانی (یکپارچگی)
- نگاه جامع در انتخاب راهکارهای فاوا مناسب و متناسب (ERP, BPMS, Portal, ITIL, ISMS,...)
- مدیریت پذیری و کاهش هزینه‌های فناوری اطلاعات
- ارائه خدمات الکترونیکی کارامد و یکپارچه سازمانی به شهروندان

## فرایند معماری سازمانی
هدف از فرایند معماری سازمانی ایجاد و اجرای معماری و ارائه خروجی‌های معماری در سازمان است. این فرایند در کنار دیگر فرایندهای اصلی سازمان قرار گرفته و به صورت پیوسته اجرا می‌شود. به‌طور کلی، این فرایند شامل سه مرحله اصلی است که عبارتند از:
1. برنامه‌ریزی راهبردی سازمان،
2. برنامه‌ریزی معماری سازمانی،
3. اجرا و کنترل معماری سازمانی.

## چارچوب‌های معماری سازمانی
نیاز به ارائه تفکرهای سازماندهی شده و ساختارهای منطقی طبقه‌بندی اطلاعات پیچیده و توصیف و مفهوم کارهای معمار پیشگامان معماری را بر آن داشت تا روش‌ها و الگوهای مختلفی را ابداع و به جامعه معماری این امکان را بدهند تا اطلاعات کار معماری را تبدیل به یک چارچوب نموده و به روش علمی و مدون نموده و بدین طریق هنر و علم خود را در اختیار دیگران بگذارد. چارچوب معماری Zachman به عنوان اولین چارچوب معماری سازمانی، جان زکمن در سال ۱۹۸۷ برای صنعت و تجارت ارائه کرده‌است. وی در ابتدا این کار را با ارائه یک الگوی جامع در زمینه معماری اطلاعات شروع نمود و چون معتقد به تحلیل سازمان با استفاده از چارچوب معماری بود جنبه‌های مختلف طراحی یک سیستم از نظر محتوی، مفهوم، منطق، فیزیک و توصیف‌های دقیق غیر محتوایی را به صورت یک سری سؤال از دیدگاه داده، وظیفه، شبکه، افراد، زمان و انگیزه در یک جدول که تکمیل آن توصیف معماری انجام شده و پاسخ چه چیز، چطور، کجا، چه کسی، کی و چرا ی آینده سازمانی پویا می‌باشد.

### چارچوب‌ها و مدل‌های مرجع معماری سازمانی عمومی (همه منظوره)
این چارچوب‌ها برای دولت یا صنعت خاصی تولید نشده‌اند و به صورت عمومی برای سازمان‌ها و مقاصد مختلفی قابل استفاده هستند. البته به دلیل عمومی بودن نیاز به سفارشی سازی در هر صنعت یا کاربرد خاص دارند، معروف‌ترین چارچوب‌های معماری سازمانی عمومی به قرار زیر است:
- The Zachman Framework
- (The Open Group Architecture Framework (TOGAF
- (Gartner’s Enterprise Architecture Framework (GEAF
- (The Oracle Enterprise Architecture Framework (OEAF
- و …

### چارچوب‌های معماری سازمانی ملی (دولتی)
این چارچوب‌ها توسط دولت‌ها و برای هدایت، حمایت و نظارت بر پیشرفت معماری سازمانی دستگاه‌های دولتی تولید شده‌اند و پس از طی مراحل قانونی به‌صورت رسمی ابلاغ و الزام شده‌اند. اگرچه محتوای این چارچوب‌ها برای کشور خاصی تهیه شده‌است اما روش‌شناسی، متدها و مدل‌های مرجع تولید شده دربردارنده مخزن غنی از دانش و تجارب معماری سازمانی است که می‌تواند با سفارشی‌سازی مورد استفاده سایر صنایع و کشورها نیز قرار گیرد. معروف‌ترین چارچوب‌های معماری سازمانی ملی (دولتی) به قرار زیر است:
- (Iran Enterprise Architecture Framework (IEAF
- (Korea Government Enterprise Architecture (KGEA
- (Australian Government Architecture (AGA
- (Singapore Government Enterprise Architecture(SGEA
- (Netherlands Government Reference Architecture (NORA
- (Federal Enterprise Architecture Framework (FEAF
- (United Kingdom Reference Architecture(UKRA)
- (Government Enterprise Architecture for New Zealand (GEA-NZ
- Finland National Enterprise Architecture
- Bahrain National Enterprise Architecture Framework
- Saudi Arabia National Enterprise Architecture
- (Oman e-Government Architecture Framework (OeGAF
- (Jordan e-Government Architecture Framework (e-GAF
- (Egyptian Government Enterprise Architecture Framework (EGEAF
- و …

### چارچوب‌های معماری سازمانی نظامی
این چارچوب‌ها توسط نهادهای نظامی تولید شده‌اند و به دلیل تفاوت‌های بنیادین عملیات نظامی با حوزه کسب‌وکار (سازمانی و اداری) در حوزه تخصصی نظامی کاربرد دارند، اگرچه برخی مفاهیم و تکنیک‌های آن قابل استفاده در سایر صنایع و حوزه‌ها است. معروف‌ترین چارچوب‌های معماری سازمانی نظامی به قرار زیر است:
- (NATO Architecture Framework (NAF
- (Department of Defense Architecture Framework (DoDAF
- (Technical Architecture Framework for Information Management (TAFIM
- (British Ministry of Defence Architecture Framework (MODAF
- (France DGA Architecture Framework (AGATE
- (The Australian Defence Architecture Framework (AUSDAF
- (Department of National Defence Canadian Architecture Framework (DNDAF
- و …

### چارچوب‌های معماری سازمانی مختص صنایع
این چارچوب‌ها (و مدل‌های مرجع) توسط صنایع و بخش خصوصی برای حوزه کسب‌وکاری مشخصی (بانک، بیمه، مخابرات، ...) تهیه شده‌اند. از آنجا که هدف تولیدکنندگان ارائه مفاهیم بنیادی و روش‌شناسی جدیدی برای معماری سازمانی نبوده‌است، معمولاً از قالب سایر چارچوب‌های عمومی استفاده نموده‌اند ولی محتوای تخصصی صنعت مورد نظر را در قالب الگوها و مدل‌های مرجع در آن قرار داده‌اند. معروف‌ترین چارچوب‌های معماری سازمانی مختص صنایع به قرار زیر است:
- TeleManagement Forum(TM Forum) Frameworx
- (Banking Industry Architecture Network (BIAN
- IBM Information FrameWork (IFW) for Banking Industry
- (Automotive Architecture Framework (AAF
- (Supply Chain Operations Reference model (SCOR
- (Insurance Application Architecture (IAA
- و …

## متدولوژی‌های معماری سازمانی
متدولوژی، مجموعه‌ای از روش‌ها، قواعد و اصولی است که در یک رشته به کار برده می‌شوند و راهبردهای مشخص و مرحله به مرحله‌ای برای تکمیل یک یا چند مرحله از چرخه حیات توسعه سیستم‌ها هستند. در معماری سازمانی در پاسخ به سؤال چگونگی انجام معماری، جواب یکتایی موجود نیست و گروهی معتقدند فرایند انجام معماری برای هر سازمانی باید متناسب با آن تطبیق داده شود، اکثر مؤلفان نیز در این زمینه به ارائهٔ راهنمایی‌های عمومی و گام‌های کلان پرداخته‌اند. معماری سازمانی شامل دو وضعیت موجود و مطلوب بوده و بنابراین فرایند معماری را باید چگونگی حرکت از وضع موجود به مطلوب دانست، البته تعریف و تعیین وضع موجود و مطلوب نیز می‌بایست جزو فرایند معماری به حساب آید. متدولوژی بر مبنای الگوهای مفهومی، مدلسازی و ابزار، فنون و روش‌ها روش توسعه معماری سازمانی را ارائه می‌کنند. از معروفترین متدولوژی‌های معماری سازمانی عبارتند از:
- برنامه‌ریزی سیستم‌های کسب و کار (Planning System Business)
- برنامه‌ریزی معماری سازمانی (Architecture Enterprise Planning)
- روش توسعه معماری‌سازمانی (Architecture Development Method) - خاص چارچوب TOGAF
- متدولوژی برنامه‌ریزی مشارکتی (Collaborative Planning Methodology) - خاص چارچوب FEAF
- متدولوژی معماری سازمانی سرویسگرا
- متدولوژی DODAF

## دستاوردها و افتخارات ملی
دستاوردهای مهم و ملی معماری سازمانی در ایران طی بیش از یک دهه فعالیت (از سال ۱۳۸۲) به قرار زیر است:

### ظرفیت سازی و نهادسازی
- شروع طرح تأسیس شعبات آزمایشگاه معماری سازمانی سرویس گرا در سراسر کشور (۹۴)
- تأسیس کمیته ملی معماری سازمانی (جایگزین کمیته فنی) با حضور نمایندگان دولت، بخش خصوصی و دانشگاه (۹۴)
- تأسیس آزمایشگاه معماری سازمانی سرویس گرا (نهاد ارزیابی نتایج معماری) با حمایت سازمان فناوری اطلاعات (۹۰)
- تأسیس رشته کارشناسی ارشد معماری سازمانی در دانشگاه شهید بهشتی با مجوز وزارت علوم (۸۷)
- فعالیت بیش از ده شرکت بزرگ و متوسط در حوزه معماری سازمانی (از سال ۸۲ تا کنون)
- اجرای بیش از ۵۰ پروژه بزرگ معماری سازمانی در سطح وزارتخانه‌ها و دستگاه‌های کلیدی کشور (از سال ۸۲ تا کنون)
- تأسیس کمیته فنی معماری اطلاعات تحت پوشش دبیرخانه شورای عالی اطلاع‌رسانی (۸۲)

### آموزش و فرهنگ سازی
- برگزاری چندین همایش و نشست با موضوع معماری سازمانی از جمله آخرین آن: نشست تخصصی با موضوع نقش معماری سازمانی سرویس گرا در توسعه دولت الکترونیک با همکاری سازمان فناوری اطلاعات و سازمان مدیریت و برنامه‌ریزی (۹۴)
- تعریف دوره‌های آموزشی حرفه‌ای تربیت مدرس معماری سازمانی (۹۴)
- تهیه بیش از ۱۰۰ پایان‌نامه کارشناسی ارشد و دکترا با موضوع معماری سازمانی در دانشگاه‌های مطرح کشور (۸۴ تا کنون)
- برگزاری بیش از ۱۰۰ دوره و کارگاه آموزشی معماری سازمانی در سازمان‌های مهم دولتی و خصوصی (۸۲ تا کنون)

### تدوین چارچوب و مدل‌های مرجع معماری
- تدوین چارچوب و برنامه ملی معماری سازمانی کشور (۹۵)
- تهیه نسخه پیش‌نویس چارچوب ملی معماری سازمانی کشور (۸۴)

### تنظیم ضوابط، بخشنامه و مشوق‌های قانونی برای معماری سازمانی
- مکلف شدن تمامی دستگاه‌های اجرایی به انجام معماری سازمانی در بخشنامه ضوابط فنی اجرایی توسعه دولت الکترونیکی با ابلاغ ریاست محترم جمهور (۹۴)
- تعریف و تصویب دوره‌های الزامی معماری سازمانی در سطح مدیران ارشد و کارشناسان فاوا دستگاه‌های اجرایی توسط سازمان مدیریت و برنامه‌ریزی در قالب بخشنامه دوه‌های مصوب فاوا کارکنان دولت (۹۴)
- تهیه بخشنامه معماری سازمانی با ابلاغ وزارت ارتباطات و فناوری اطلاعات (۹۲)
- تهیه دستورالعمل ضوابط معماری فناوری اطلاعات سازمانی برای تمامی دستگاه‌های اجرایی با همکاری سازمان فناوری اطلاعات (۹۱)

## لینک‌های مرتبط
- مخزن دانش معماری سازمانی
- مخزن تجارب معماری سازمانی
- فیلم‌های مرتبط با معماری سازمانی بایگانی‌شده  در ۴ آوریل ۲۰۱۹ توسط Wayback Machine